# El Puente

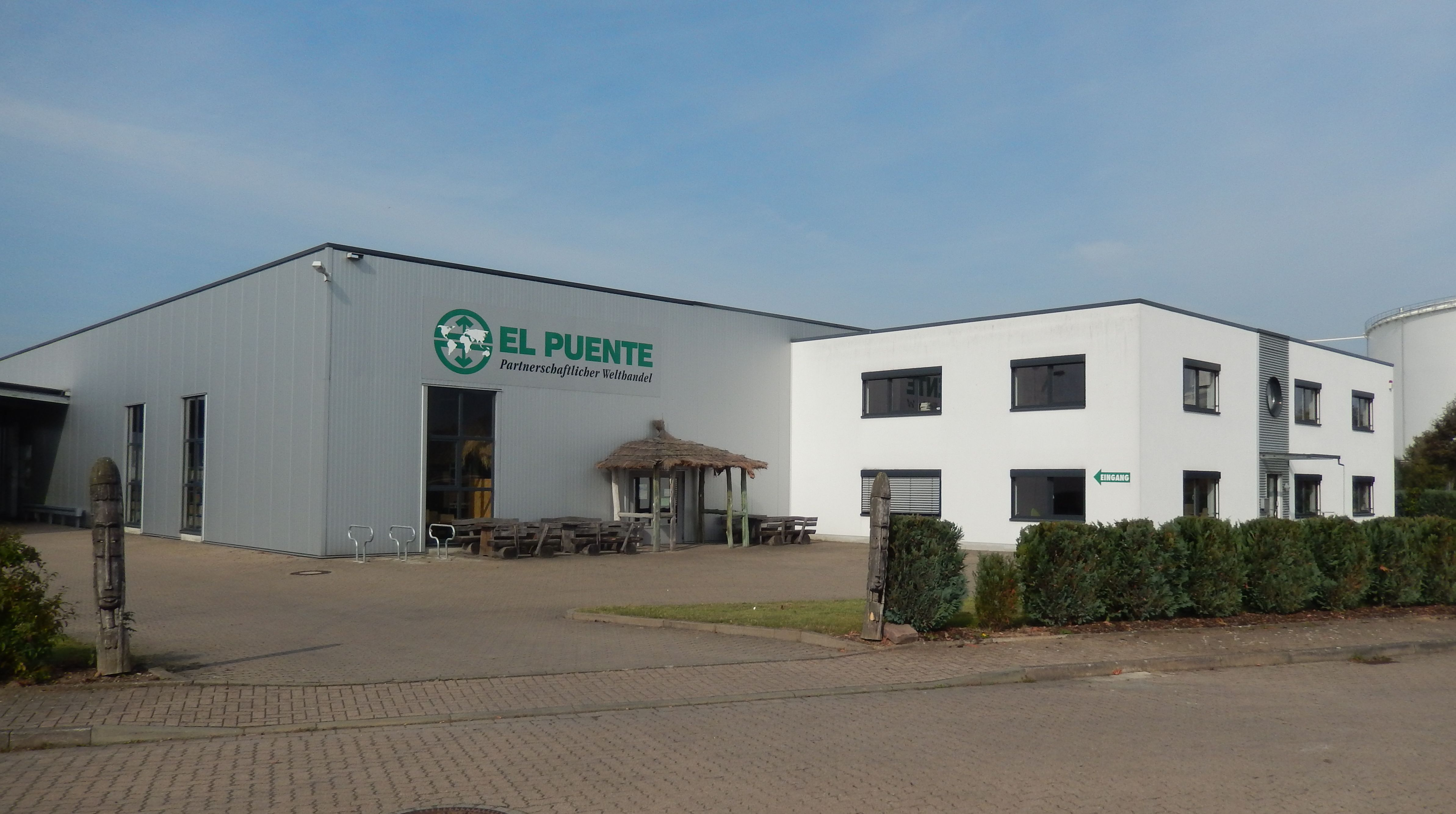
Unternehmenszentrale in Nordstemmen

Die El Puente GmbH mit Sitz in Nordstemmen ist ein Importeur von Produkten des Fairen Handels. Als Brücke (span.: el puente) zwischen dem globalen Norden und globalen Süden fördert die Fair-Trade-Organisation Kleinbetriebe und Kooperativen in Afrika, Asien und Lateinamerika. Begleitend zum Warenhandel betreibt El Puente entwicklungspolitische Bildungs- und Öffentlichkeitsarbeit.

## Zielsetzung
Ziel ist es, durch fairen Handel Entwicklungsmöglichkeiten für Betriebe in strukturschwachen Ländern zu ermöglichen. El Puente arbeitet mit Kleinbauern und Kleinbetrieben zusammen, die eine eigenständige Entwicklung zum Ziel haben. Kernelemente des Fairen Handels sind für El Puente:
- Zahlung gerechterer, gemeinsam mit den Produzenten kalkulierter Preise
- Förderung von sozialen Projekten im Gesundheits-, sozialen und politischen Bereich
- zinsfreie Vorfinanzierung der Produktion
- kontinuierliche Zusammenarbeit und langfristige Handelsbeziehungen mit den Handelspartnern
- Unterstützung einer nachhaltigen Produktentwicklung
- Bildungs- und Öffentlichkeitsarbeit
- kostendeckendes, nicht profit-orientiertes Wirtschaften
- direkte Handelspartnerschaften
- Transparenz und Überprüfbarkeit der Handelsbeziehungen und Wirtschaftsweisen

## Geschichte

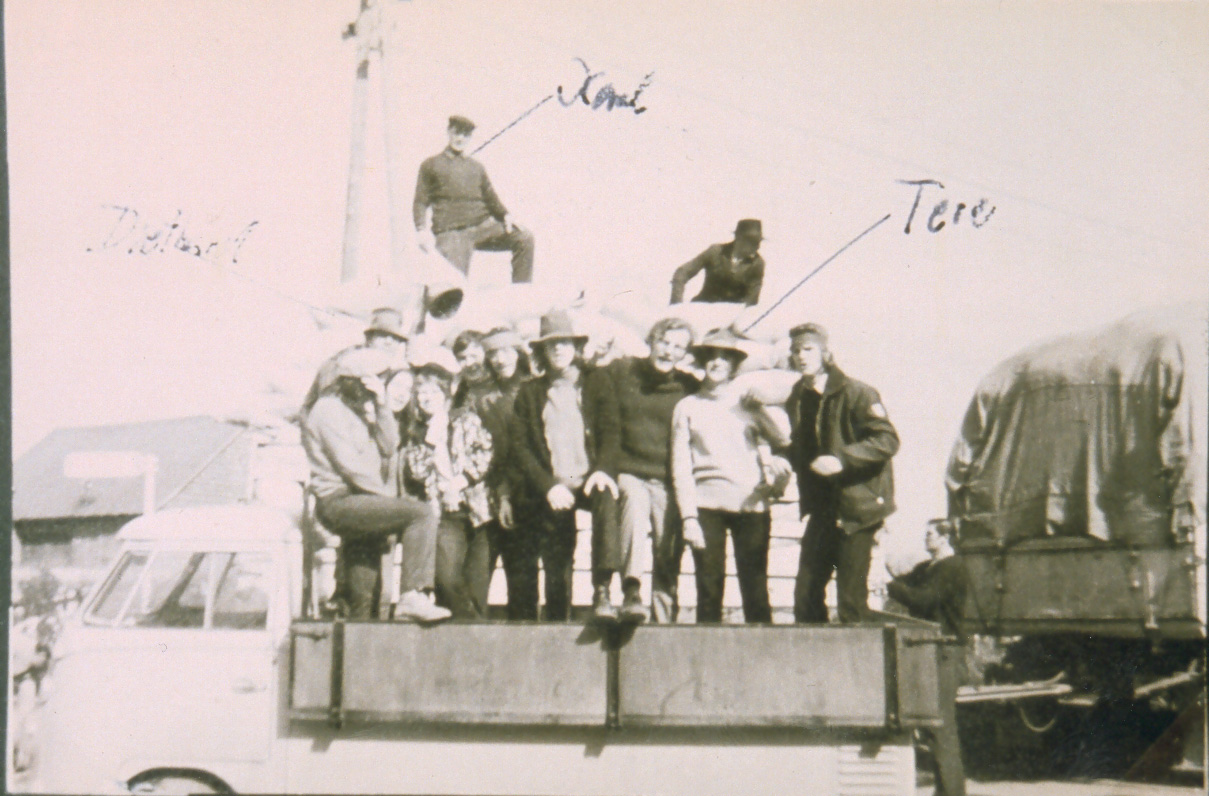
Gründungsmitglieder von El Puente

### Anfänge
Die Geschichte begann im ökumenischen „Arbeitskreis Entwicklungshilfe“ im Landkreis Hildesheim Ende der 1960er Jahre. Aus Reisen der jungen Mitglieder nach Lateinamerika entstanden die ersten fairen Handelsbeziehungen. Um den wachsenden Aktivitäten eine rechtliche Form zu geben, wurde im Juli 1972 der „El Puente – Verein für Arbeits- und Sozialförderung in Entwicklungsländern e.V.“ ins Leben gerufen. 1974 richtete der Verein in Hildesheim einen der ersten Weltläden Deutschlands ein.

### Professionalisierung
Der Verein konnte einen Handel in der Größenordnung, zu der das Projekt allmählich heranwuchs, mit seiner ehrenamtlichen Struktur schon bald nicht mehr bewältigen. 1977 wurde daher die Handelsgesellschaft El Puente - Import und Vertrieb von Gebrauchsgegenständen und Kunstgewerbeartikeln zur Förderung von Kleinbetrieben und Genossenschaften in Entwicklungsländern GmbH gegründet. Der Verein unterstützt weiterhin die Arbeit der Gesellschaft und gibt deren Zielsetzung vor. Ansonsten engagiert er sich von nun an verstärkt in der Bildungsarbeit vor Ort. Im Herbst 1983 entstand aus einer Initiative von Ehrenamtlichen der Projektpartnerausschuss, dessen Aufgabe es fortan ist, alte und neue Handelskontakte anhand der El Puente Projektkriterien zu überprüfen. Bis 1985 importierte El Puente ausschließlich Kunsthandwerk. Erst danach wurden immer mehr Lebensmittel in das Sortiment aufgenommen.

### Die schwierigen 1990er Jahre
Die El Puente GmbH kam in den 1990er Jahren in eine existenzgefährdende Situation. In einem allgemein schwierigen Marktumfeld hatte das Unternehmen Probleme, die Zahlungsfähigkeit zu gewährleisten. Es kam zu Gehaltsverzicht und Mitarbeiterentlassungen. Das Prinzip einer sogenannten Übungsfirma (die Profilierung als regionaler Ausbildungsbetrieb) rettete El Puente letztendlich. Seitdem verzeichnet die GmbH jährlich ein nachhaltiges Wachstum. Auch um die Bildungs- und Öffentlichkeitsarbeit finanziell unabhängig zu gestalten, wurde im Jahr 2001 die El Puente Stiftung gegründet.

### 2004 bis heute
Nachdem das Unternehmen seit seiner Gründung an verschiedenen Standorten im Großraum Hildesheim tätig gewesen war, wurde 2004 in Nordstemmen eine neu errichtete Zentrale mit angeschlossenem Großlager bezogen. 2010 schuf der Verein einen Entwicklungsfonds, um Eigenmaßnahmen von Handelspartnern zu unterstützen, die über die Möglichkeiten des fairen Handels hinausgehen. Im Jahr 2012 wurde in Hildesheim das Michaelis-Weltcafé eröffnet und der El Puente Weltladen bezog neue Räumlichkeiten in der Scheelenstraße in Hildesheim. Im Mai 2017 hat El Puente das Michaelis WeltCafé an das Diakonische Werk übergeben.

## Struktur
Etwa 140 Handelspartner in Afrika, Asien und Lateinamerika beliefern die El Puente GmbH mit Kunsthandwerk, Lebensmitteln und Kosmetik. Die Handelsorganisation El Puente erbringt alle weiteren Dienstleistungen, vorrangig für die ca. 800 Weltläden und ca. 800 Aktionsgruppen in Deutschland.

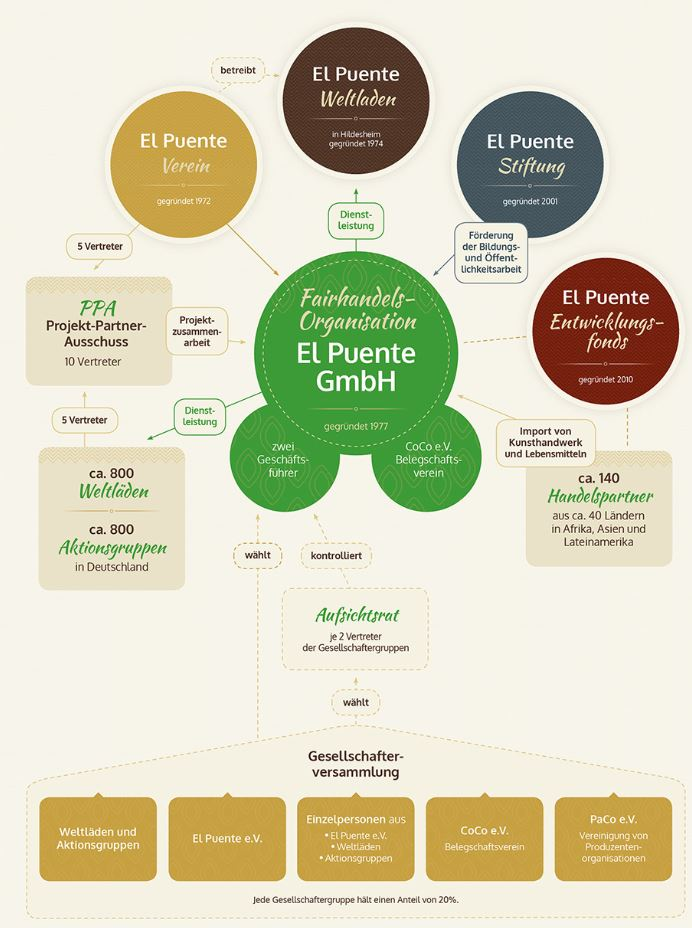
Struktur bzw. Organisation von El Puente: GmbH, Verein, Stiftung, Projektpartnerausschuss etc.

Die Anteile zu je 20 % an der Handelsorganisation El Puente halten die Gesellschaftergruppen:
- El Puente e.V.
- Vereinigung von Produzenten-Organisationen PaCo e.V.
- Mitarbeiterverein CoCo e.V.
- Weltläden und Aktionsgruppen
- Einzelpersonen aus El Puente e.V., Weltläden und Aktionsgruppen

Die Gesellschafter-Versammlung wählt den Aufsichtsrat, sowie die Geschäftsführung der El Puente Handelsorganisation.
Der Verein El Puente e.V. ist neben der Mitgestaltung der Aktivitäten der GmbH zuständig für die Bildungsarbeit vor Ort. Die El Puente Stiftung sorgt dafür, dass diese Arbeit ausgeweitet werden kann und sichert eine Finanzierung unabhängig von der wirtschaftlichen Situation der El Puente GmbH. In Hildesheim betreibt der Verein außerdem den El Puente Weltladen und bis Mai 2017 das Michaelis-Weltcafé.

## Produktpalette

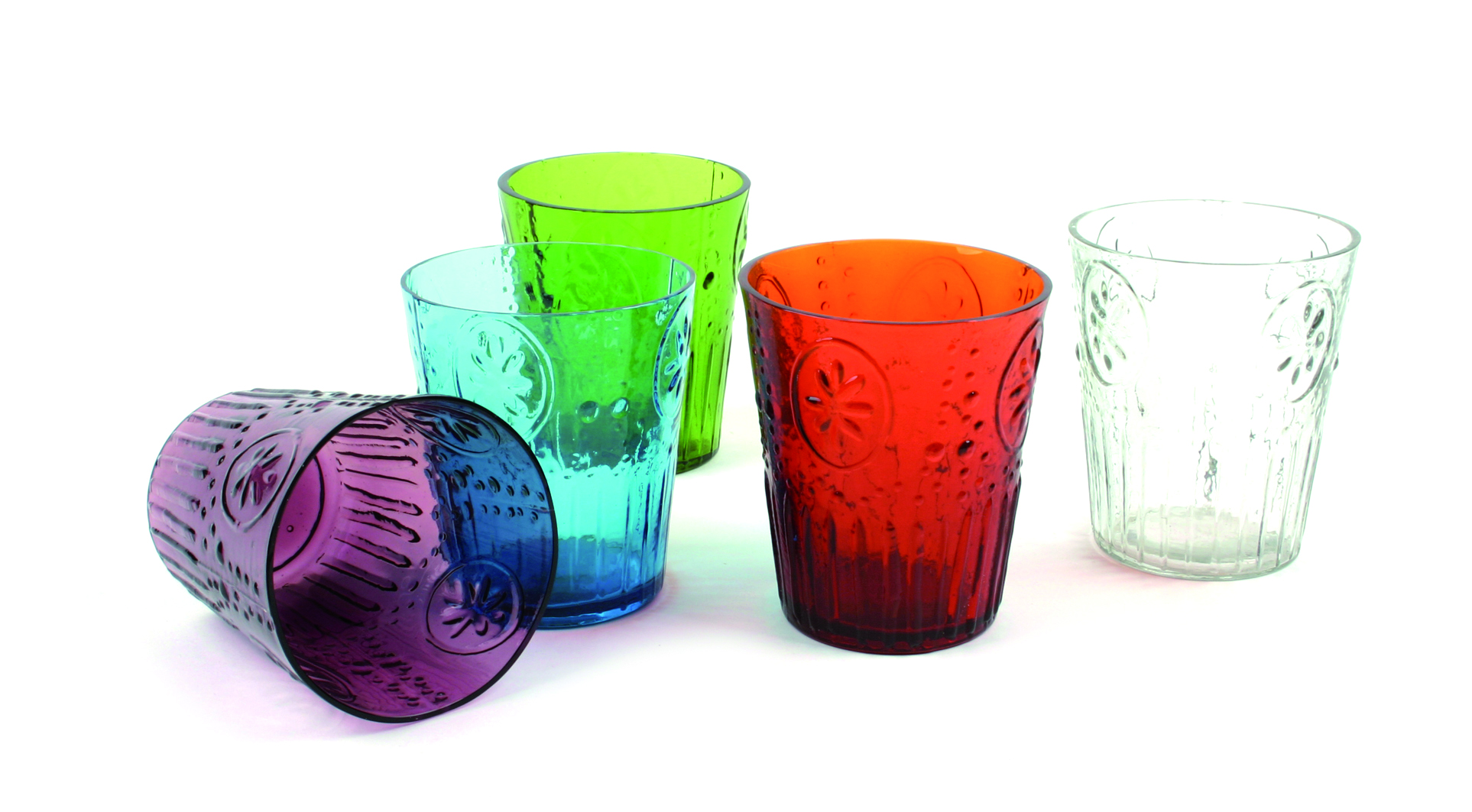
Gläser aus Indien

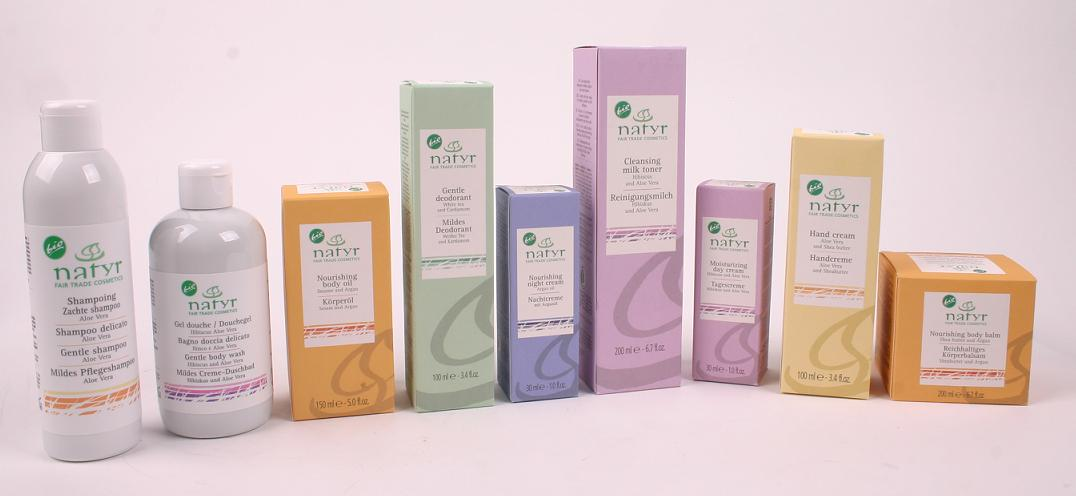
Naturkosmetik

### Handwerksprodukte
- Einrichtungsgegenstände (Figuren, Kerzen, Schalen…)
- Musikinstrumente (Trommeln, Flöten, Percussion,…)
- Spiele (Holzspielzeug, Jonglierbälle, Fingerpuppen,…)
- Küchenausstattung (Keramikgeschirr, Geschirrtücher, Mörser,…)
- Textil-Produkte (Schals, Taschen, Tücher,…)
- Schmuck (Halsketten, Ohrringe, Schmuckbäume,…)
- Weihnachtsartikel (Baumschmuck, Teelichter, Krippen,…)
- Tierbedarf (Halsbänder, Leinen, Körbe, Fressnäpfe, Spielzeug,…)

### Lebensmittel
- Kaffee (Arabica-Hochland-Kaffee, Espresso, Kaffeepads)
- Tee (Grüntee, Matetee, Ayurvedatee)
- Getränke (Säfte, Wein, Erfrischungsgetränke)
- Süßes (Gummibonbons, Trockenfrüchte, Schokolade)
- Koch- und Backzutaten (Reis, Öle und  Essig, Hülsenfrüchte)
- Aufstriche und Saucen (Honig, Senf, Schokoaufstrich)
- Kräuter und Gewürze (Gewürzzubereitungen, Salze, Nachfüller)

## Mitgliedschaften
- World Fair Trade Organization (WFTO)
- Forum Fairer Handel
- Weltladen-Dachverband e.V.